# Bergwerkstragödie von Stilfontein
Die Bergwerkstragödie von Stilfontein ereignete sich von August 2024 bis Januar 2025 in Stilfontein, zugehörig zur Lokalgememeinde City of Matlosana (dt.: „gewaltsam Vertriebene“) in der südafrikanischen Provinz Nordwest. Die Blockade eines offiziell stillgelegten Untertage-Goldbergwerks durch Sicherheitskräfte sollte die illegale Nutzung der Mine unterbinden und die dort tätigen, überwiegend aus dem Ausland stammenden Bergarbeiter zur Rückkehr an die Oberfläche zwingen. Im Verlaufe der Aktion kam es zu zahlreichen Todesopfern.

## Hintergrund
In Stilfontein hatte im Juli 1952 die General Mining Union Corporation Ltd. (Gencor), deren Eigentümer Gold Fields ist, begonnen Gold zu gewinnen. Bis in die 1970er Jahre war Südafrika der bedeutendste Goldproduzent der Welt. Als der Goldbergbau am Witwatersrand eine Teufe um 3000 und mehr Meter erreicht hatte, wurden viele Bergwerke stillgelegt, da sich die kommerzielle Förderung dort nicht mehr lohnte. Geschlossene Minen locken indes weiterhin Menschen an. So waren 2024 in Südafrika rund 30.000 illegale Bergarbeiter auf der Suche nach Gold und anderen mineralischen Bodenschätzen, wobei der jährliche Schaden bei umgerechnet knapp vier Milliarden Euro liegen soll. Ein Forscher der nichtstaatlichen Organisation Bench Marks Foundation bezeichnete im Zusammenhang mit der Tragödie von Stilfontein die aufgegebenen Bergwerke als „gesetzesfreie Zone“, in der die illegal Arbeitenden extrem ausgebeutet würden. Die Syndikate, die die illegalen Aktivitäten kontrollierten, würden dabei von der Polizei praktisch nicht behelligt. Da die Bergarbeiter oft Ausländer aus den Nachbarstaaten sind und Vorurteile gegen Einwanderer weit verbreitet sind, trifft ihr Schicksal bei vielen Südafrikanern auf Gleichgültigkeit.
Im Jahr 2005 kam es zu einem bergbauinduzierten Verbruch bis zur Landoberfläche, bei dem zahlreiche Häuser Stilfonteins beschädigt wurden. Zu weiteren Tagesbrüchen in dem Gebiet kam es in den Jahren 2014 und 2017. Im August 2024 startete die südafrikanische Regierung die Aktion Vala Umgodi (Zulu für „das Loch schließen“); sie ließ Öffnungen von Schächten schließen oder von der Polizei bewachen. Zusätzlich zur Polizei wurden hierfür 3.300 Soldaten abgestellt. Begründet wurde die Maßnahme mit dem jährlichen volkswirtschaftlichen Schaden in Höhe von umgerechnet knapp vier Milliarden Euro, der durch das verbotene Handeln für die Branche und die Infrastruktur des Landes verursacht werde. Durch den unterirdischen Vortrieb mit Sprengstoff sackten manchmal ganze Straßen ein.

## Ereignisse
Im August 2024 befanden sich etwa 4.000 der Illegalität verdächtigte Bergleute, in IsiZulu als Zama Zamas (hier Plural; gemeint ist: „Probiere es weiter“ oder „Risikofreudiger“) bezeichnet, im 2013 stillgelegten Golduntertagebau von Stilfontein. Viele von ihnen stammten aus den Nachbarländern Mosambik, Lesotho und Simbabwe. Den Zama Zamas haftete der Ruf an, für Verbrechen in der Nähe stillgelegter Schächte verantwortlich zu sein. Unter den Bergleuten gibt es automatische Handfeuerwaffen und Munition.
Um der illegal agierenden Goldsucher habhaft zu werden, unterband die Polizei spätestens ab November 2024 die Versorgung des Bergwerks mit Wasser, Lebensmitteln und Medikamenten. Khumbudzo Ntshavheni (ANC), Ministerin im Präsidialamt, erklärte im November 2024 vor der Presse, dass den illegalen Bergleuten seitens der Regierung keine Hilfe zukommen solle, weil ihre Aktivitäten kriminelle Handlungen darstellten. Konkret sagte sie: „Wir werden den Kriminellen keine Hilfe schicken. Wir werden sie ausräuchern. Sie werden herauskommen. […]“ („We are not sending help to criminals. We are going to smoke them out. They will come out. […].“). Der Obergerichtshof entschied jedoch am 10. Januar 2025 auf Antrag der Schwester eines der Bergleute, dass staatliche Stellen Hilfe leisten müssten. Bereits Ende November wurde von dramatischen Zuständen unter Tage als Folge der Blockade berichtet.
Aus Furcht vor Verhaftung oder bewaffneten Gangs, die das Geschäft kontrollierten, blieben viele der Zama Zamas unter Tage. Die Polizei versperrte ihrerseits verschließbare Schächte und erschwerte so das Verlassen der Mine. Offenbar mussten die entkräfteten Männer stundenlang durch überflutete Gänge kriechen oder stürzten, da ihre Lampenbatterien erschöpft waren, wegen der Dunkelheit in senkrechte Schächte hinab. Diese Darstellung wurde jedoch von der südafrikanischen Polizei bestritten. Mehr als 1.500 von ihnen erreichten bis Mitte Januar 2025 die Oberfläche und wurden festgenommen. Andere waren nach Angaben von Gewerkschaftern und Aktivisten aus der Zivilgesellschaft zu erschöpft, die Oberfläche zu erreichen. Unter den Personen, die in dieser Phase das Bergwerk verließen, befanden sich nach Polizeiangaben von Mitte Januar auch Minderjährige. Im November 2024 hatte die Polizei bereits 12 Minderjährige im Gebiet von Stilfontein aufgegriffen, die in die Bergbauaktivitäten verwickelt waren. Sie hatten keine Papiere, wurden aber als Mosambikaner identifiziert und in ihr Heimatland überstellt. Ein Gericht hatte die Inobhutnahme wegen Gefahreneinwirkung nach dem Children’s Act (Kindergesetz) sowie eine Überführung nach Mosambik angeordnet. Bis zur Überstellung wurden sie von Sozialarbeitern in einer sicheren Unterbringung betreut. Das mosambikanische Konsulat stellte befristete Reisedokumente aus.
Wiederholt hatte der Menschenrechtsanwalt Mametlwe Sebei in diesem über Monate anhaltenden Konflikt erstritten, dass etwas Wasser und Haferflocken in die Schächte hinabgelassen wurden. Die Polizei habe aber immer wieder versucht, selbst die genehmigten Rationen zu blockieren. Im Dezember 2024 entschied ein Gericht, dass es Freiwilligen gestattet werden müsse, den Bergleuten lebenswichtige Güter zukommen zu lassen. Anfang Januar veröffentlichte eine Gewerkschaft Videoaufnahmen von unter Tage, in denen zu sehen war, wie Bergarbeiter um Hilfe flehten und andere inmitten von Leichen lebten.
Vom 13. bis zum 17. Januar 2025 wurde das Bergwerk schließlich evakuiert, nachdem der Staat durch eine weitere Gerichtsentscheidung vom 10. Januar dazu verpflichtet worden war. Eine Rettungskapsel mit Freiwilligen wurde bis in 2.000 Meter Tiefe hinabgelassen, 246 Überlebende und 78 Leichen wurden geborgen. Die Überlebenden wurden umgehend verhaftet. Der Einsatz von Freiwilligen aus den umliegenden Siedlungen war erforderlich, weil die Behörden sich mit Verweis auf zu große Sicherheitsrisiken geweigert hatten, reguläre Rettungskräfte einzusetzen.

## Lagerstätte
Der Bergwerkskomplex von Stilfontein befindet sich im Bergbaurevier Klerksdorp (Klerksdorp area). Diese Region liegt östlich und nah am Ort Klerksdorp. Die Lagerstättensituation ist Teil des Upper Witwatersrand System (heute Central Rand Group) und des Lower Witwatersrand System (heute West Rand Group) – zusammen die Witwatersrand Supergroup, obwohl das Gebiet nach geomorphologischen Gesichtspunkten nicht zur Witwatersrand-Region von Johannesburg gehört. Lagerstättenerkundungen in den 1930er Jahren erbrachten Erkenntnisse, dass noch weiter westlich vom Bergbaugebiet Far West Rand goldführende Horizonte auftreten. In den Jahren nach der Entdeckung der Goldvorkommen am Witwatersrand wurden auch bei Klerksdorp an der Oberfläche ausstreichende goldführende Aufschlüsse entdeckt. Das erste Bergwerk im Revier Klerksdorp war die Western Reefs Mine, die 1942 ihren Betrieb aufnahm. Damit wurde eine oberflächennahe goldhaltige Schichtenlage aus Erosionsprodukten des darunter liegenden Elsburg Reef erschlossen. Tiefbohrungen in diesem Gebiet brachten Kenntnisse über das Vaal Reef als großer goldführender Horizont, insbesondere die Bohrergebnisse im Bereich Stilfontein ergaben einen Einblick in die wirtschaftliche Bedeutung dieser Lagerstätte. Strathmore Investments (später General Mining) brachte 1947 Erkundungsbohrungen östlich von Klerksdorp nieder. Im April 1949 wurde die Stilfontein Gold Mining Company gegründet, die auf den benachbarten Farmen Stilfontein 39 und Hartebeestfontein 41 Förderrechte erhielt. Die goldhaltigen Schichten bestehen in der Regel aus Konglomeraten und deren Basis aus Kohlenstoff, die den höchsten Anteil des Edelmetalls enthält. Weil die wirtschaftlich bedeutsamen Zonnen nur vereinzelt in einem mächtigen Gesteinskomplex aus wechsellagernden Tonsteinen und schwach metamorphen Quarziten auftreten, wurden die Förderschächte von Stilfontein bis auf etwa 2000 m abgeteuft, an anderer Stelle im Revier Klerksdorp sogar bis etwa 2500 m. Der Bergbau erbrachte hier zeitweilig ein Ergebnis von 12,5 % Goldaufkommen pro Tonne.

## Ein landesweites Problem
Nicht nur westlich vom Witwatersrand oder im Umfeld der Metropole Johannesburg betreiben Menschen in ehemaligen Bergwerken unter lebensgefährlichen Bedingungen den Abbau von mineralischen Rohstoffen, vorwiegend von Gold. Deren Tätigkeiten schließen die metallurgische Verarbeitung der Rohkonzentrate mit einfachen, jedoch gesundheits- und umweltgefährdenden Methoden ein. In mehreren Regionen des Landes haben sich solche Erwerbsaktivitäten seit Jahren verfestigt.
In der Provinz Mpumalanga hat sich der illegale Goldabbau zu einem starken informellen Erwerbsbereich entwickelt. Tausende von irregulären Bergleuten, bekannt als Zama Zamas, halten sich im Lowveld auf und suchen in stillgelegten oder in aktiven Bergwerken nach Rohstoffen. In Sabie wird dadurch die ausgedehnte Forstwirtschaft in Mitleidenschaft gezogen, weil in den Wäldern illegale Grabungen entstehen. Zudem treten enorme Umweltbelastungen durch die Stoffeinträge von Quecksilber, Cyanidverbindungen und Schwefelsäure für Böden, Flüsse und Grundwasser ein. Weitere Orte wie Pilgrim’s Rest, Barberton und Mbombela sind von solchen Aktivitäten betroffen.
Im Stadtgebiet von Johannesburg findet ebenso ein solcher illegaler Bergbau statt. Neben den gesundheitlichen und lebensgefährlichen Auswirkungen auf die betroffenen Bergleute zeichnen sich diese Aktivitäten auch im Stadtbild ab. Verbrüche bedrohen Bauwerke und einige Straßenbereiche mussten wegen verminderter Tragfähigkeit gesperrt werden.